# Підлісецький Володимир
Володимир Підлісецький (2 липня 1898 р., м. Винники — 2 грудня 1972 р., м. Винники) — січовий стрілець, підхорунжий УГА, керівник Листопадового чину у Винниках в 1918 р.

## Біографія
Народився Володимир у незаможній винниківській родині. Навчався у Львові в гімназії. У грудні 1914 р. записався до українського війська.
1914–1917 рр. — військова служба у 1-й сотні 1-го полку УСС. Під час війни потрапив у російський полон. Перебував у таборі для військовополонених старшин у Саратовській губернії.
З грудня 1917 р. — служба у полку січових стрільців Євгена Коновальця.
1 листопада 1918 р. — організатор і керівник Листопадового чину у Винниках.
1918 р. — 1920 р. — служба в УГА і в армії УНР.
Після поразки УНР повернувся до рідних Винник. Навчався в Українському таємному університеті, а після його розпуску в університеті Яна Казимира (1926–1927 рр.).
З 1958 р. В. Підлісецький на пенсії, проживав у місті Львові, займався садівництвом у Винниках. Помер В. Підлісецький 2 грудня 1972 р., похований на Винниківському цвинтарі.

## Вшанування пам'яті
На честь Володимира Підлісецького названа одна із вулиць Винник.